# Peter Morris
Peter Morris (Stockbridge, 8 novembre 1943) è un allenatore di calcio ed ex calciatore inglese, di ruolo centrocampista.

## Carriera

### Giocatore
Esordisce tra i professionisti nella stagione 1960-1961 all'età di 17 anni con il Mansfield Town giocando 13 partite nella quarta divisione inglese; nella stagione successiva si impone come titolare nel club, mettendo a segno 10 reti in 40 partite di campionato. Nella stagione 1962-1963, in cui gli Stags conquistano la promozione in terza divisione, Morris realizza invece 6 reti in 33 presenze. Nelle successive quattro stagioni gioca stabilmente da titolare in terza divisione, raggiungendo tra l'altro anche la doppia cifra di reti segnate nella stagione 1966-1967 (13 reti in 41 presenze); nella stagione 1967-1968 dopo ulteriori 29 presenze e 7 reti in campionato, nella fase finale della stagione viene ceduto all'Ipswich Town, club di prima divisione, con cui conclude l'annata giocando 14 partite in questa categoria.
Dal 1968 al termine della stagione 1973-1974 gioca stabilmente da titolare nell'Ipswich Town in prima divisione: nell'arco di queste sei stagioni non gioca infatti mai meno di 31 partite in un singolo campionato, ed in totale mette anche a segno 13 reti. Si trasferisce in seguito al Norwich City, con cui nell'arco di un biennio totalizza complessivamente 66 presenze ed una rete in prima divisione, giocando anche (e perdendo) la finale di Coppa di Lega nella stagione 1974-1975; fa poi ritorno al Mansfield Town, con il doppio ruolo di giocatore (41 presenze e 3 reti tra la parte finale della stagione 1975-1976 e la prima parte della stagione 1976-1977) ed allenatore: ad eccezione di una singola partita con il Peterborough Utd (di cui era a sua volta nel frattempo diventato allenatore) nel 1979, si tratta della sua ultima esperienza da calciatore.

### Allenatore
Con il Mansfield Town nella stagione 1976-1977 ha conquistato una promozione dalla terza alla seconda divisione inglese, categoria in cui ha allenato nella stagione 1977-1978. In seguito, dopo una stagione da vice in prima divisione al Newcastle Utd, dal 1979 al 1982 ha allenato il Peterborough United, in terza divisione. Lasciati i Posh va ad allenare il Crewe Alexandra, in quarta divisione; nella stagione 1983-1984 allena invece il Southend Utd, con cui retrocede dalla terza alla quarta divisione. Dopo un anno di inattività, nella stagione 1985-1986 allena il Nuneaton Borough, in Football Conference (quinta divisione e più alto livello calcistico inglese al di fuori della Football League).
All'inizio della stagione 1988-1989, dopo un ulteriore biennio senza squadra, va invece ad allenare il Kettering Town: a differenza della maggior parte delle esperienze precedenti, durate una sola stagione, la sua permanenza sulla panchina dei Poppies dura per quattro stagioni, tutte trascorse in Football Conference. Nell'estate del 1992 lascia il club per trasferirsi al Boston Utd, sempre nella medesima categoria: nella sua prima stagione i Pilgrims retrocedono però in Southern Football League (sesta divisione), categoria in cui Morris allena quindi nella stagione 1993-1994. Nel 1995 va quindi ad allenare il King's Lynn, nella Midland Division della Southern Football League (settima divisione): nella sua prima stagione conquista una promozione in sesta divisione, categoria nella quale allena nel biennio seguente; fa poi ritorno al Kettering Town, nuovamente in Football Conference. Nella stagione 1998-1999 conquista un secondo posto in classifica (sfiorando quindi la promozione in quarta divisione), mentre nella stagione 1999-2000 raggiunge (e perde) la finale di FA Trophy. Nella stagione 2000-2001 il club retrocede però in Southern Football League, e Morris lascia l'incarico. Torna infine nuovamente al King's Lynn (nel frattempo nuovamente retrocesso nella Midland Division della Southern Football League, in cui allena nella stagione 2002-2003.

## Palmarès

### Giocatore

#### Competizioni internazionali
- Texaco Cup: 1

Ipswich Town: 1972-1973

### Allenatore

#### Competizioni nazionali
- Third Division: 1

Mansfield Town: 1976-1977

#### Competizioni regionali
- Northamptonshire Senior Cup: 2

Kettering Town: 1991-1992, 2000-2001